# Husky Stadium
L'Husky Stadium è uno stadio situato a Seattle, Washington. Ospita la squadra di football universitario dei Washington Huskies della NCAA. In passato ha ospitato i Seattle Seahawks della National Football League.
Questo stadio è la casa degli Huskies della Pacific-12 Conference dal 1920, ospitando le loro partite di football. L'università tiene l'inizio del suo anno accademico allo stadio nel mese di giugno. È collocato a sud-est del campus, tra Montlake Boulevard N.E. e Union Bay, a nord di Montlake Cut.
Lo stadio ha recentemente completato un rinnovo da 280 milioni di dollari iniziato nel 2011. Il suo design a U è stato orientato specificamente per minimizzare i riflessi del sole sul volto degli atleti nel primo pomeriggio. Prima della ristrutturazione del 2011-2013, la sua capienza complessiva di 72.500 posti ne faceva il più grande stadio del nord-ovest degli Stati Uniti e il 23º del college football.